# 1882 en Belgique
Chronologie de la Belgique
- 1878
- 1879
- 1880
- 1881
- 1882
- 1883
- 1884
- 1885
- 1886

Cette page recense des événements qui se sont produits durant l'année 1882 en Belgique.

## Culture

### Architecture

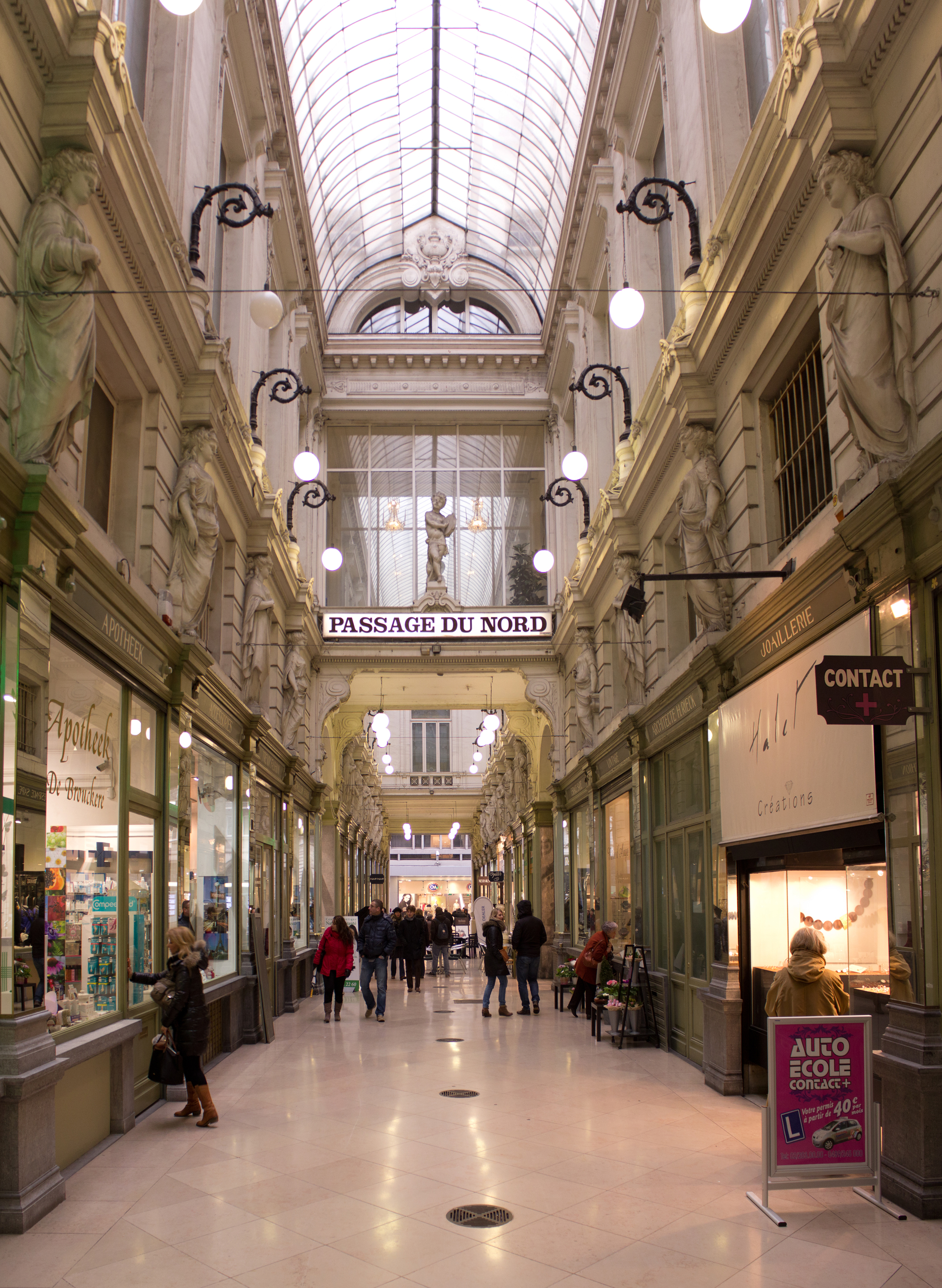
Passage du Nord à Bruxelles (Henri Rieck).
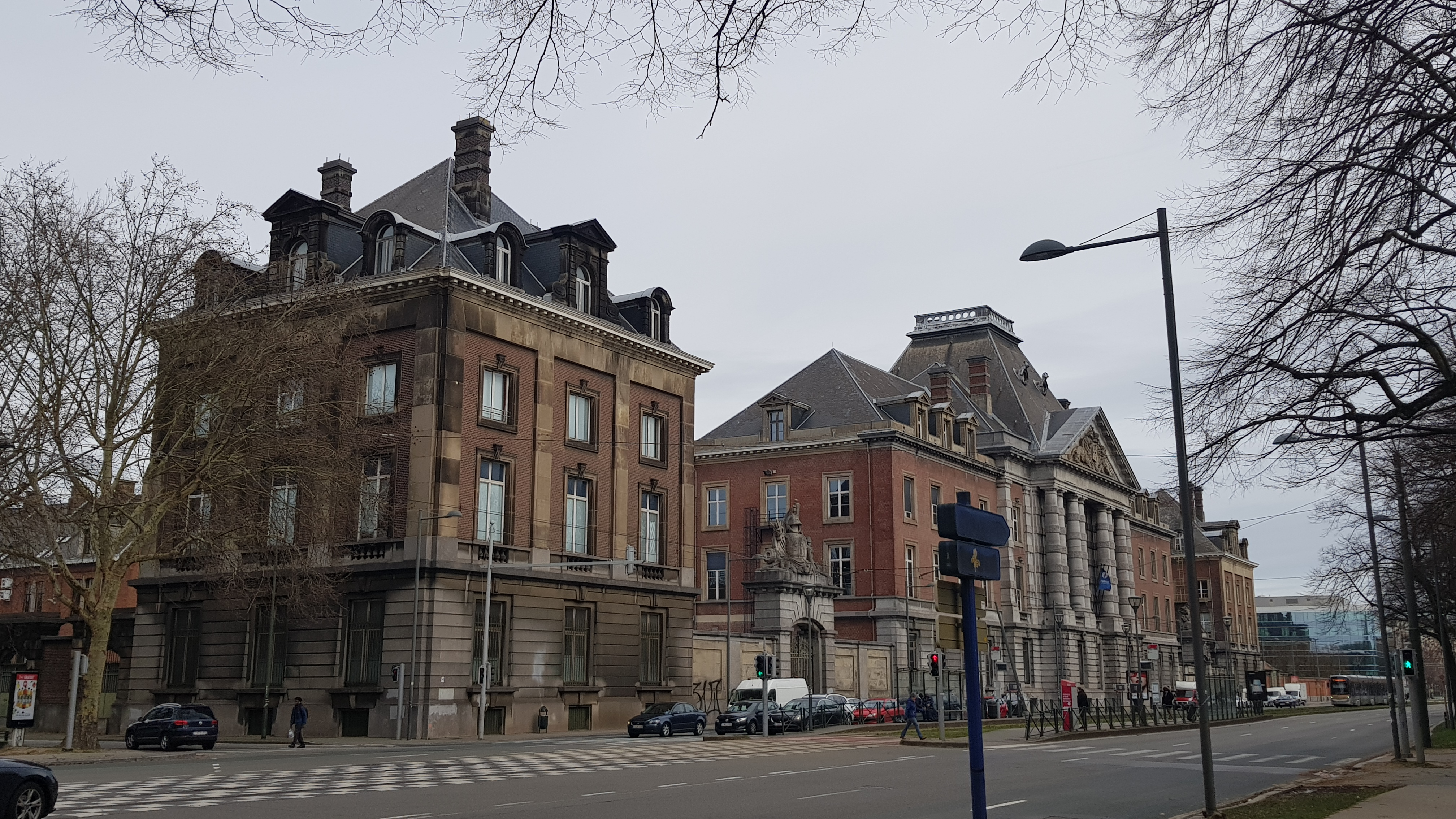
Les casernes militaires d'Etterbeek, située boulevard Général Jacques, ici la caserne Major Géruzet.

## Sciences
- Astronomie : Jean-Charles Houzeau de Lehaie organise deux expéditions au Texas et au Chili pour y observer le transit de Vénus.